# Fresta distrikt
Fresta distrikt är ett distrikt i Upplands Väsby kommun och Stockholms län. 
Distriktet ligger i östra delen av kommunen.

## Tidigare administrativ tillhörighet
Distriktet inrättades 2016 och utgörs av socknen Fresta i Upplands Väsby kommun.
Området motsvarar den omfattning Fresta församling hade vid årsskiftet 1999/2000.